# Kurobe Sen’yō Tetsudō
| Ein Zug am Bahnhof Keyakidaira-Jōbu |                     |                                         |                                         |
| Streckenlänge: | 6,4 km + 1,3 km     |                                         |                                         |
| Spurweite: | 762 mm (Schmalspur) |                                         |                                         |
| |                     |                                         |                                         |
| \| \| \| Jōbu Kidō \| \| \| \| 0,0 \| Keyakidaira-Jōbu 欅平上部駅 \| 800 m \| \| \| \| Shiaidani 志合谷駅 \| \| \| \| \| Oriodani 折尾谷 \| \| \| \| \| Asohara 折尾谷駅 \| \| \| \| \| Hochtemperaturtunnel \| \| \| \| \| Sennindani 仙人谷駅 \| \| \| \| 6,4 \| Kurobegawa-Kraftwerk Nr. 4 \| 869 m \| \| \| \| 黒部川第四発電所前 \| \| \| \| \| \| \| \| \| \| Kanden Tunnel Trolleybus \| \| \| \| 0,0 \| Kurobe-Talsperre \| 1450 m \| \| \| 2,9 \| Ausweiche \| Ausweiche \| \| \| 5,8 \| \| \| \| \| 6,1 \| Ōgisawa \| 1433 m \| \| \| \| \| \| \| \| \| Kuronagi Shisen \| \| \| \| 0,0 \| Kuronagi 黒薙駅 \| Kuronagi 黒薙駅 \| \| \| 1,3 \| Kuronagi-Kraftwerk Nr. 2 黒薙第二発電所 \| Kuronagi-Kraftwerk Nr. 2 黒薙第二発電所 \| |                     |                                         |                                         |
| |                     | Jōbu Kidō                               |                                         |
| U-Bahn-Haltepunkt / Haltestelle Streckenanfang | 0,0                 | Keyakidaira-Jōbu 欅平上部駅             | 800 m                                   |
| U-Bahn-Haltepunkt / Haltestelle |                     | Shiaidani 志合谷駅                      | Shiaidani 志合谷駅                      |
| U-Bahn-Haltepunkt / Haltestelle |                     | Oriodani 折尾谷                         | Oriodani 折尾谷                         |
| U-Bahn-Haltepunkt / Haltestelle Tunnelanfang |                     | Asohara 折尾谷駅                        | Asohara 折尾谷駅                        |
| U-Bahn-Strecke |                     | Hochtemperaturtunnel                    | Hochtemperaturtunnel                    |
| U-Bahn-Haltepunkt / Haltestelle Tunnelende |                     | Sennindani 仙人谷駅                     | Sennindani 仙人谷駅                     |
| U-Bahn-Haltepunkt / Haltestelle Streckenende | 6,4                 | Kurobegawa-Kraftwerk Nr. 4              | 869 m                                   |
| |                     | 黒部川第四発電所前                      |                                         |
| |                     |                                         |                                         |
| |                     | Kanden Tunnel Trolleybus                |                                         |
| U-Bahn-Kopfbahnhof Streckenanfang (im Tunnel) | 0,0                 | Kurobe-Talsperre                        | 1450 m                                  |
| U-Bahn-Dienststation / Betriebs- oder Güterbahnhof (im Tunnel) | 2,9                 | Ausweiche                               | Ausweiche                               |
| U-Bahn-Tunnelende | 5,8                 |                                         |                                         |
| U-Bahn-Kopfbahnhof Streckenende | 6,1                 | Ōgisawa                                 | 1433 m                                  |
| |                     |                                         |                                         |
| |                     | Kuronagi Shisen                         |                                         |
| U-Bahn-Haltepunkt / Haltestelle Streckenanfang | 0,0                 | Kuronagi 黒薙駅                         | Kuronagi 黒薙駅                         |
| U-Bahn-Haltepunkt / Haltestelle Streckenende | 1,3                 | Kuronagi-Kraftwerk Nr. 2 黒薙第二発電所 | Kuronagi-Kraftwerk Nr. 2 黒薙第二発電所 |

Kurobe Sen’yō Tetsudō (jap. 黒部専用鉄道), mit den Strecken Jōbu Kidō (上部軌道) und Kuronagi Shisen (黒薙支線), ist ein Netzwerk von privaten Schmalspurbahnen in der Kurobe-Schlucht in der Präfektur Toyama, das im Unterschied zu der in der Nähe gelegenen Kurotetsu normalerweise nicht für den öffentlichen Personenverkehr genutzt wird. Die Kansai Electric Power Company errichtete es 1941 und 1963 mit einer Spurweite von 762 mm (2 Fuß 6 Zoll) für den Bau und den Betrieb der Kraftwerke bei der Kurobe-Talsperre. Es handelt sich um zwei über die Kurotetsu vernetzte Bahnstrecken, die im Folgenden genauer beschrieben werden.

## Jōbu Kidō
Die 6,4 km lange Jōbu Kidō verläuft 201 Höhenmeter oberhalb der Kurotetsu von Keyakidaira-Jōbu zum Kurobegawa-Kraftwerk Nr. 4. Sie ist ein Teil des Netzwerks Kurobe Sen’yō Tetsudō. Jōbu Kidō verläuft über die gesamte Strecke in einem Tunnel und ist ganzjährig in Betrieb, anders als die Kurotetsu, die im Winter wegen des Schnees nicht betrieben werden kann. Sie wird von der Kurotetsu, einem hundertprozentigen Tochterunternehmen der Kansai Electric Power Company betrieben.
Die Fahrt beginnt am Bahnhof Keyakidaira (欅平駅) der Kurotetsu. Von dort werden mehrmals pro Tag kleine Personen- oder Güterwagen mit einer Batterielok zum 500 m entfernt gelegenen Bahnhof Keyakidaira-Kabu auf 599 m T.P. gezogen. Dort werden die Wagen in einen großen Aufzug geschoben, der 1939 von der Otis Elevator Company errichtet wurde. Mit einer Tragkraft von 4,5 t handelt es sich um den Aufzug mit der größten Tragkraft in Japan. Mit ihm werden die 201 Höhenmeter bis zu dem vertikal darüber auf 800 m T.P. gelegenen Bahnhof Keyakidaira-Jōbu (欅平上部) zurückgelegt.
Die eigentliche Jōbu Kidō führt vom Bahnhof Keyakidaira-Jōbu durch den sogenannten Hochtemperaturtunnel Kōnetsu Zuidō (高熱隧道) zum Kurobegawa-Kraftwerk Nr. 4 (黒部川第四発電所前) auf 869 m T.P. Dessen Bau war schwierig, weil damals die Temperatur des Gesteins aufgrund der vulkanischen Geothermie 160 °C betrug. Inzwischen hat es sich auf 40 °C abgekühlt. Wegen der damals hohen Temperaturen werden Batterielokomotiven eingesetzt, damit es nicht zu Explosionen von flüssigen Kraftstoffen kommen kann.
Am Kurobegawa-Kraftwerk Nr. 4 beginnt ein Schrägaufzug zum 456 Höhenmeter oberhalb gelegenen oberen Schrägaufzugsbahnhof (englisch: Incline Jōbu Station) auf 1325 m T.P.
Von dort kann die Fahrt mit einem Bus durch den Kurobe-Tunnel fortgesetzt werden. Sie endet nach 10,3 km an der Haltestelle des Kanden Tunnel Trolleybus an der Kurobe-Talsperre auf 1470 m T.P. Mit diesem O-Bus kann man bis zur 6,1 km entfernten Trolleybushaltestelle in Ōgisawa weiterfahren.
Der Streckenabschnitt zwischen Keyakidaira und Sennindani wurde 1941 für den Bau des Kurobegawa-Kraftwerks Nr. 3 errichtet. Der Abschnitt zwischen Sennindani und dem Kurobegawa-Kraftwerk Nr. 4 wurde 1963 für den Bau dieses Kraftwerks errichtet.

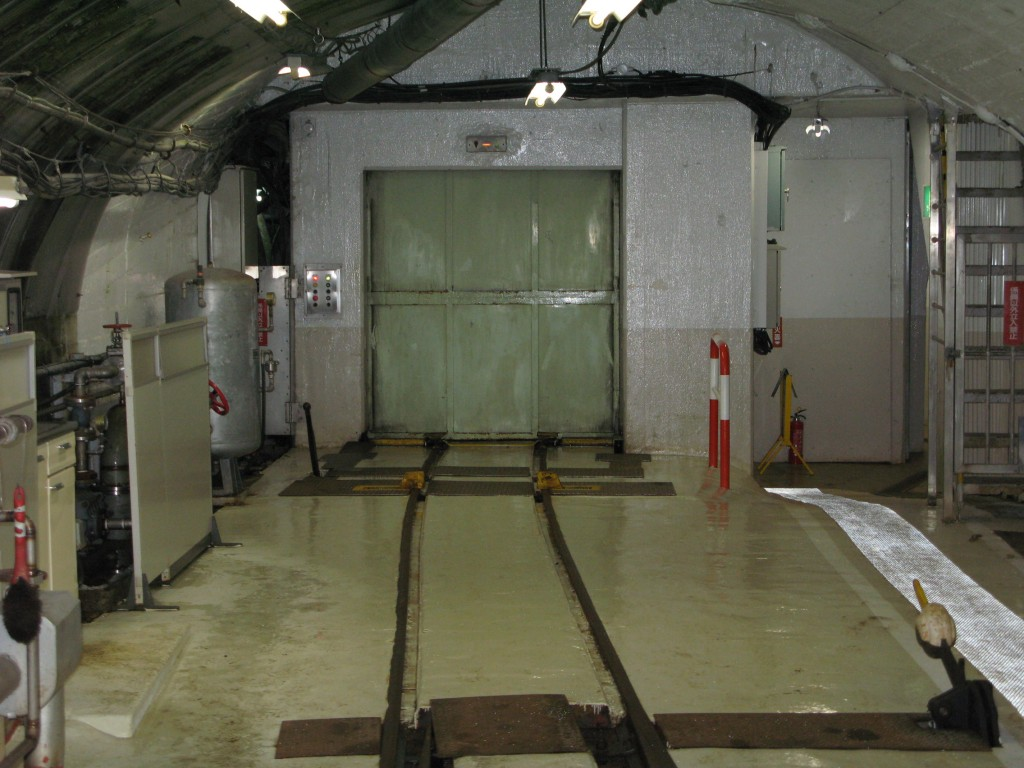
Aufzug von der Keyakidaira-Kabu zur 201 m oberhalb gelegenen Keyakidaira-Jōbu
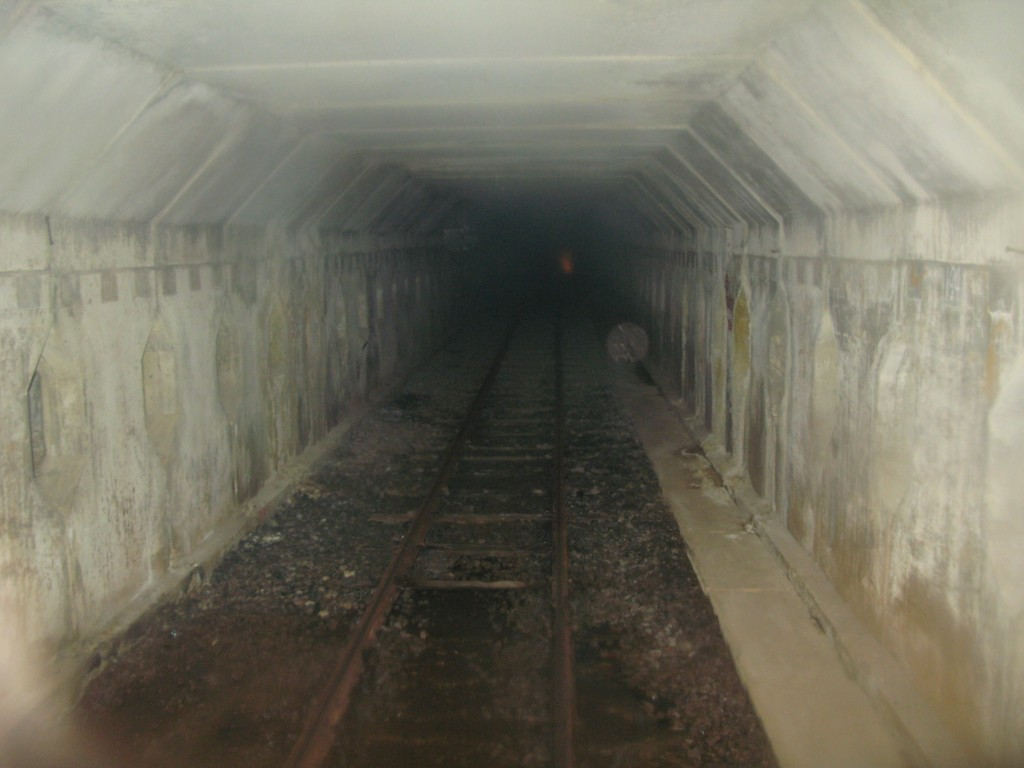
Der Hochtemperaturtunnel Jōbu Kidō zwischen Asohara und Sennindani
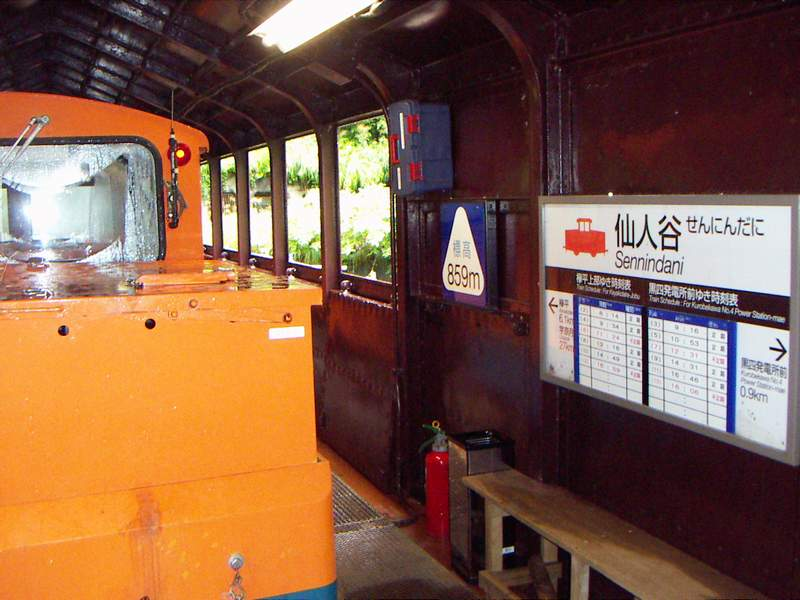
Ein Eisenbahnwagen in der Kabine des Schrägaufzugs
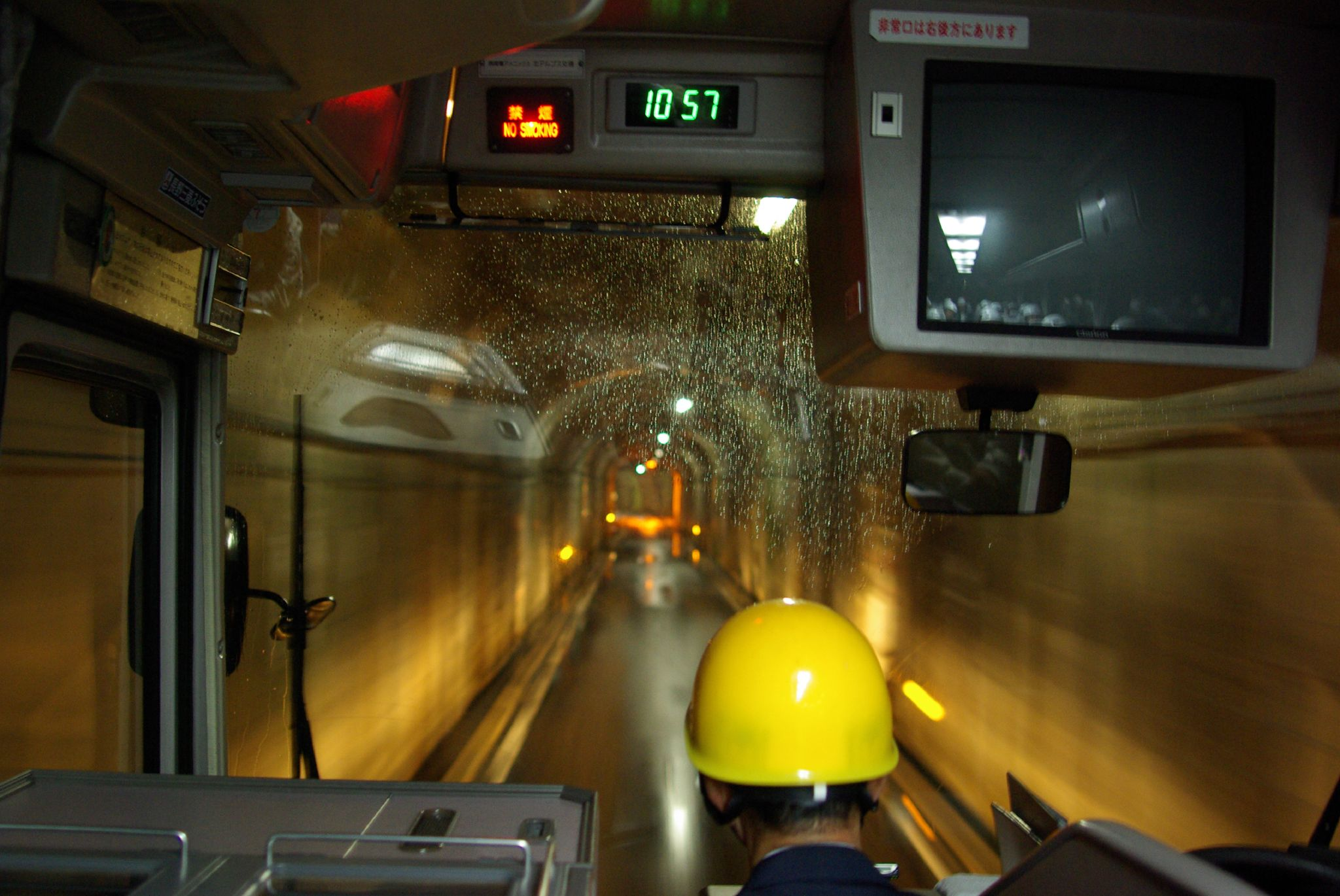
Bus im Kurobe-Tunnel vom oberen Schrägaufzugsbahnhof (Incline Jōbu Station) zur Kurobe-Talsperre
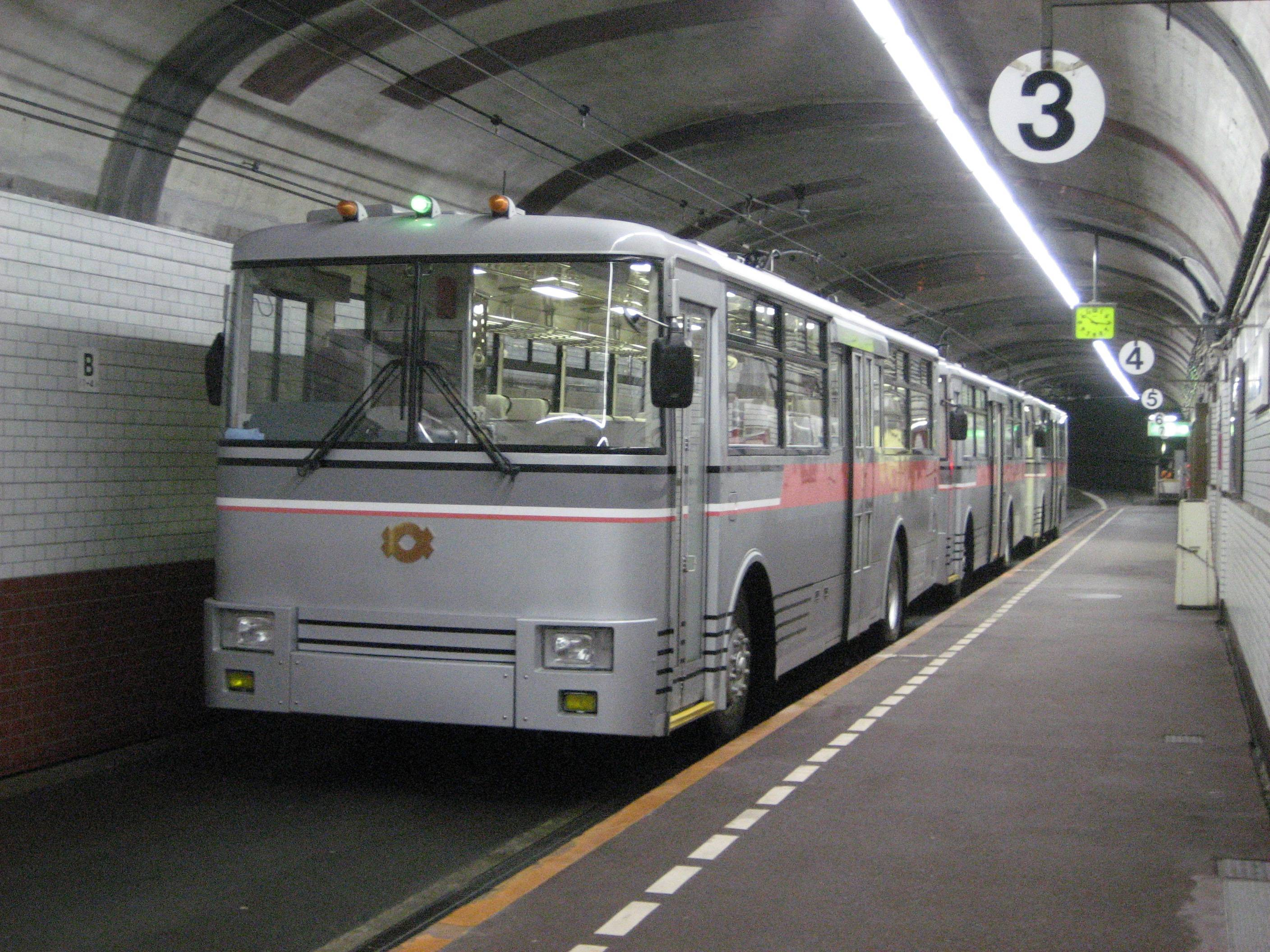
Kanden Tunnel Trolleybus

## Kuronagi Shisen
Kuronagi Shisen verläuft vom Bahnhof Kuronagi (黒薙駅) der Kurotetsu über 1,3 km Länge zum Kuronagi-Kraftwerk Nr. 2 (黒薙第二発電所). Die Strecke wird nur selten von Schienenfahrzeugen benutzt. Daher dürfen Touristen gelegentlich nach Genehmigung durch den Stationsvorsteher des Bahnhofs Kuronagi auf deren Gleisen durch deren Tunnel zum nahegelegenen Haltepunkt Kuronagi-Onsen (黒薙温泉) laufen. Anders als die Jōbu Kidō verläuft diese Strecke teilweise oberirdisch.

## Besichtigungen
Jōbu Kidō und Kuronagi Shisen bieten aktuell keinen öffentlichen Personenverkehr an. Allerdings werden auf der Jōbu Kidō seit 1996 eine beschränkte Anzahl von Tunnelbesichtigungen angeboten, die im Vorhinein gebucht werden müssen. Meistens gibt es dafür zwei bis acht Mal so viele Bewerber als Plätze, so dass das Los über die Teilnahme entscheidet. 2007 gab es über das ganze Jahr hinweg 34 Touren mit insgesamt 2014 Teilnehmern. Die nahe gelegene Kurotetsu bietet im Sommer fahrplanmäßig Touristenfahrten an.
Ab 2024 ist die Durchführung von Touristenfahrten auf dem gesamten Netz geplant.